# António Bota Filipe
António Bota Filipe Viegas (Almancil, Loulé, 17 de Dezembro de 1930 - 25 de Maio de 2020) foi um militar e artista plástico português. Destacou-se principalmente pela criação do Centro de Arte Contemporânea Zefa em Almancil.

## Biografia

### Primeiros anos
Nasceu em Vale de Éguas, na freguesia de Almancil, no concelho de Loulé, em 17 de Dezembro de 1930. Frequentou a escola primária em Almancil, e depois a Escola Comercial de Faro e o Instituto Comercial de Lisboa.

### Carreira
Posteriormente integrou-se na Academia Militar, onde recebeu a graduação de oficial. Posteriormente foi colocado na Administração Militar, onde trabalhou principalmente no apoio logístico, em termos de alimentação, finanças e economia. Durante a Guerra Colonial, fez parte de várias missões de combate, tendo concluído três comissões de serviço, das quais duas foram em Moçambique e uma em Timor. Atingiu a patente de coronel.
Segundo o próprio, terá sido durante a sua estada em Timor que despontou a sua criatividade, embora só tenha começado a sua carreira como artista após a reforma do exército. Assim, estudou as artes da pintura, desenho, gravura, cerâmica e escultura no Instituto de Arte, Decoração e Design e no Ar.Co - Centro de Arte & Comunicação Visual, em Lisboa, durante a Década de 1980. Em 1991, esteve na cidade de São Paulo como bolseiro, e no ano seguinte exerceu como professor convidado no Centro de Arte & Comunicação Visual. Em 1993 António Bota Filipe e a sua esposa, Cândida Paz, fundaram o Centro de Arte Contemporânea Zefa, em homenagem da sua avó Josefa, proprietária original do terreno, no sítio das Pereiras, em Almancil. Porém, devido à falta de recursos financeiros, empreendeu por sua conta a construção do centro, que só foi concluído em 1999. O complexo do centro consistia num parque de exposições com três hectares, e incluía três edifícios, um dos quais a residência dos proprietários. O programa do Centro incluiu a organização de várias exposições gratuitas onde também participaram outros artistas, tendo sido a base para uma curta metragem e uma tese de mestrado. Como pintor, também se destacam as suas várias obras para o Morgado de Salir.
Colaborou para a instalação do calçadão de Quarteira, tendo elaborado os desenhos que foram depois aplicados na calçada. Em 2007, ingressou num curso de Artes e Programação Cultural, no Instituto Universitário D. Afonso III, em Loulé. Em Junho de 2012, foi um dos artistas convidados para a exposição Dimensão Love Lagos, no Centro Cultural de Lagos.

### Falecimento e homenagens
Faleceu em 25 de Maio de 2020. Na sequência da sua morte, a Câmara Municipal de Loulé emitiu uma nota de pesar, onde realçou a sua carreira artística.